# 中国电子科技集团公司第十四研究所
中国电子科技集团公司第十四研究所是一家综合型电子信息工程研究所。是中国雷达工业的发源地，国家诸多新型、高端雷达装备的始创者，信息化装备研发的先驱者。先后在两弹一星、载人航天、三峡工程、奥运安保、国庆阅兵等诸多国家重点工程中承担关键任务。
十四所本部是军品产业平台，成立了民用的国睿集团。民用领域上，十四所在现代物流、城轨交通、无线通信、民用雷达、软件与集成电路等民用领域取得了快速发展。
共有职工8500多人(含公司)。其中:中国工程院院士2人，国家有突出贡献的中青年专家4人，享受政府特殊津贴专家88人。具有"通信与信息系统"和"电磁场与微波技术"两个学科的硕士学位授予权，同时设有博士后工作站。

## 人员构成
所长兼党委副书记：胡明春
党委书记兼副所长：徐少俊
副所长：王德江、王建明、邵春生、倪国新、王平
纪委书记：姚哲晖
总会计师：杨志军

## 历史
- 1946年，中华民国国防部特种电讯器材修理所创立[1]。
- 1949年4月起义，后被中国人民解放军接管[1]。

先后直属于第二机械工业部、国防部十院、第四机械工业部十院、国防科委第十研究院、电子工业部、信息产业部等，2002年起归属于中国电子科技集团公司。

## 荣誉和奖项
十四所荣获全国文明单位、全国精神文明建设先进单位、全国五一劳动奖状、江苏省文明单位标兵、中央企业青年文明号等多项荣誉称号，多人荣获全国劳动模范、全国五一劳动奖章等。
60多年来，十四所取得了国家及成果奖60余项，部、省级成果奖350余项，其中全国十大科技成就1项;全国科学大会奖18项; 国家发明奖一等奖1项；国家科技进步特等奖6项;一等奖14项、二等奖14项;国防科技进步奖特等奖6项、一等奖22项，二等奖25项；每年申报专利不低于85项。